# Trümpyger

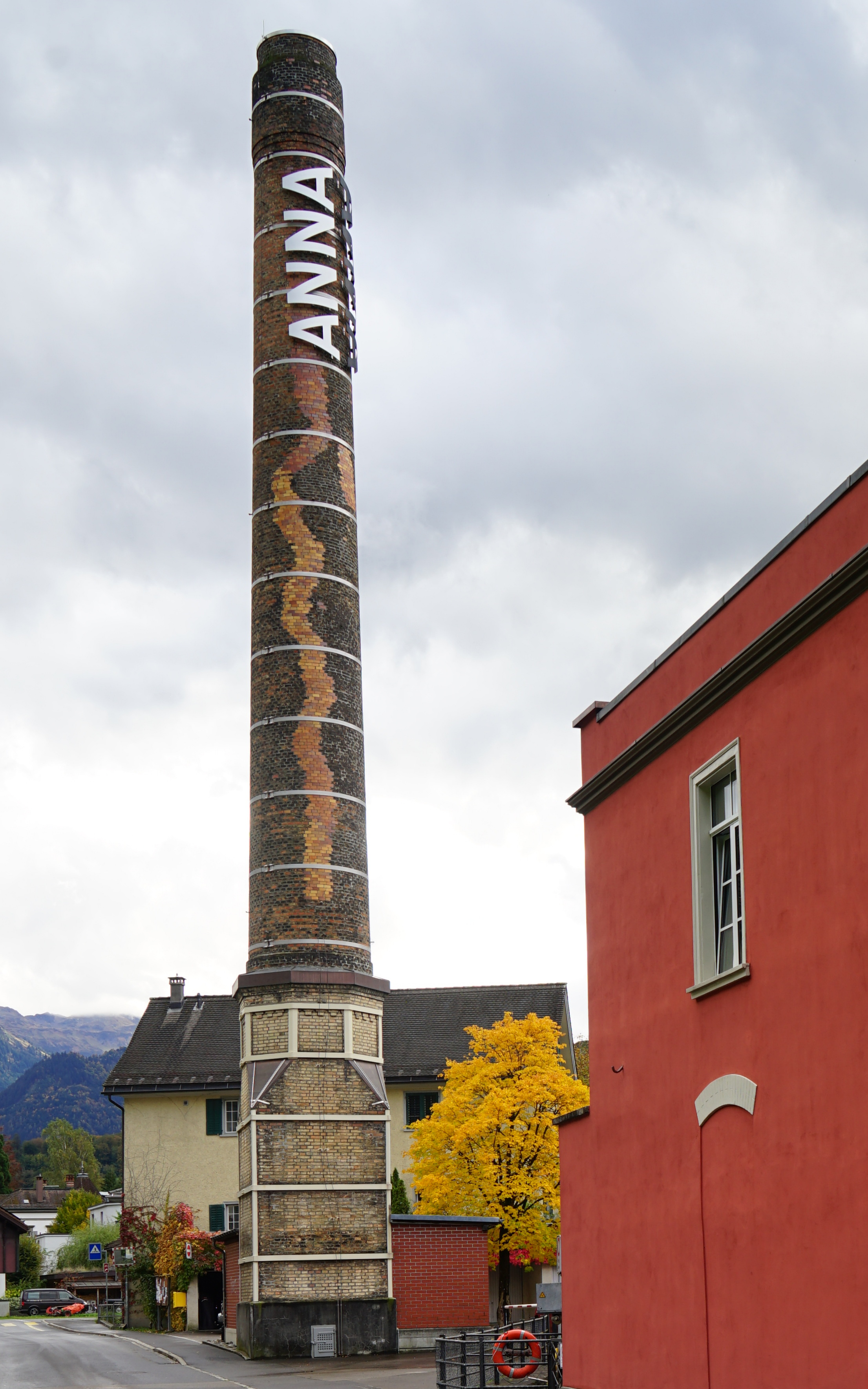
Hochkamin, 2024

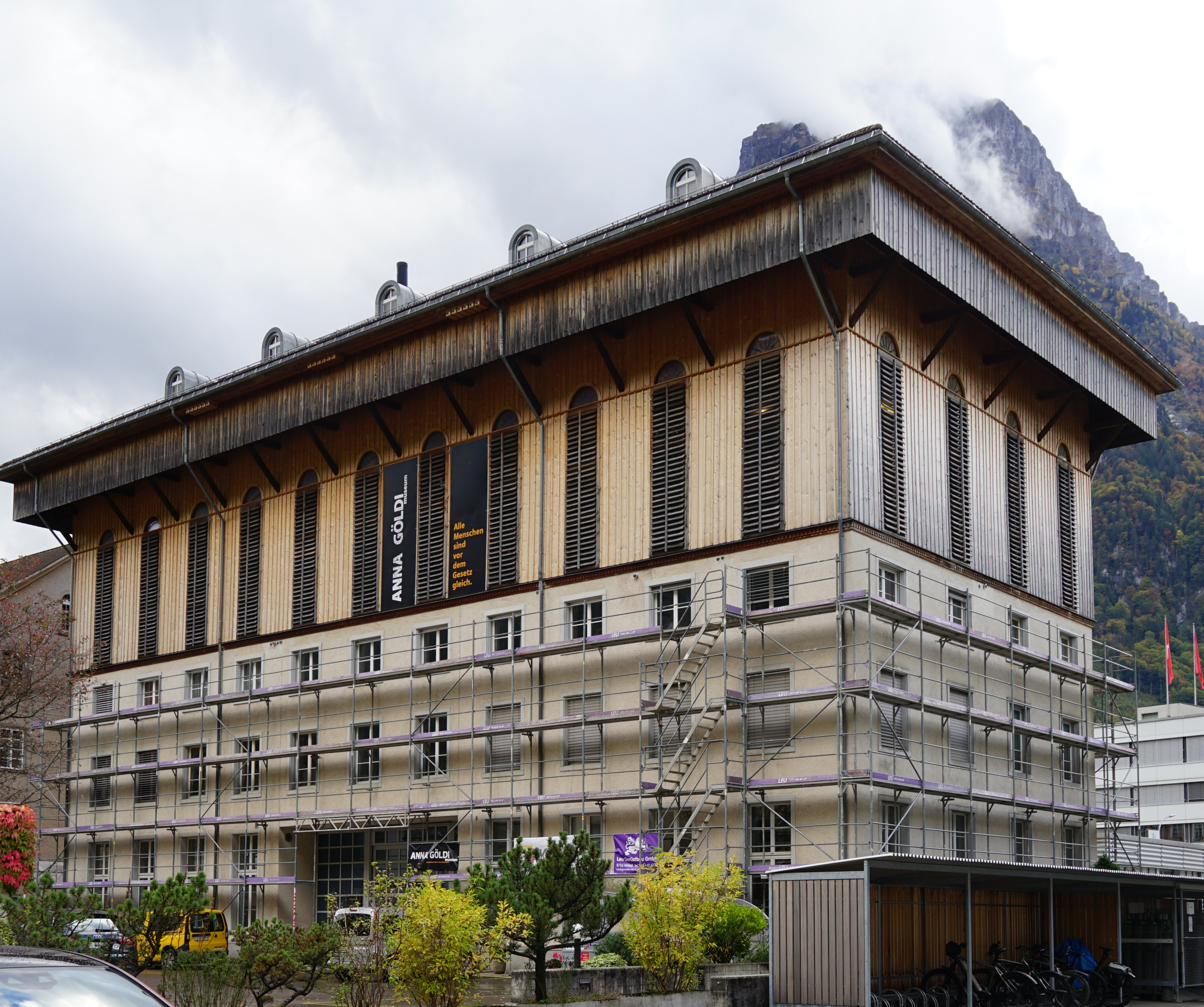
«Hänggiturm», 2024

Trümpyger (1902–1975 Daniel Jenny & Co.) ist ein ehemaliges Fabrikensemble in Ennenda in der Glarner Gemeinde Glarus. Er ist als «Fabrikkomplex [Daniel] Jenny & Co. mit Comptoir und nachträglich versetztem Hänggiturm» in die Liste der Kulturgüter von nationaler Bedeutung im Kanton Glarus eingetragen.

## Lage
Die Gebäude liegen im Norden des Ortes Ennenda an der Strasse nach Ennetbühls. Sie umfassen die Adressen Fabrikstrasse 1, 3, 5, 7, 9, Mühlestrasse 8, 10 und Ennetbühlstrasse 20. In Ennenda ist eine Reihe von Arbeitersiedlungen, Fabrikantenvillen und weiteren Objekten als Kulturgut eingetragen.

## Geschichte

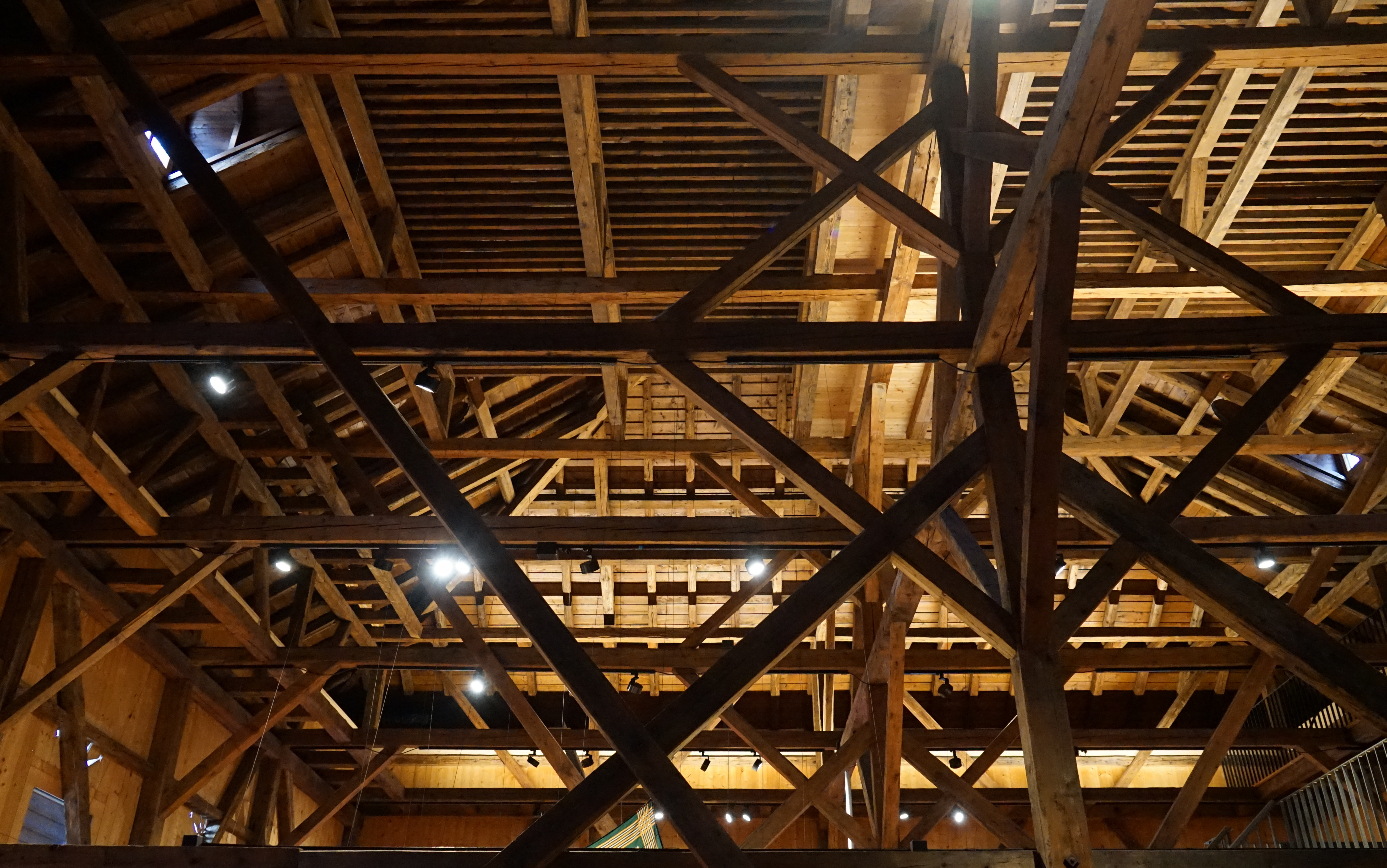
Holzkonstruktion des Hänggiturms, Anna Göldi Museum, 2024

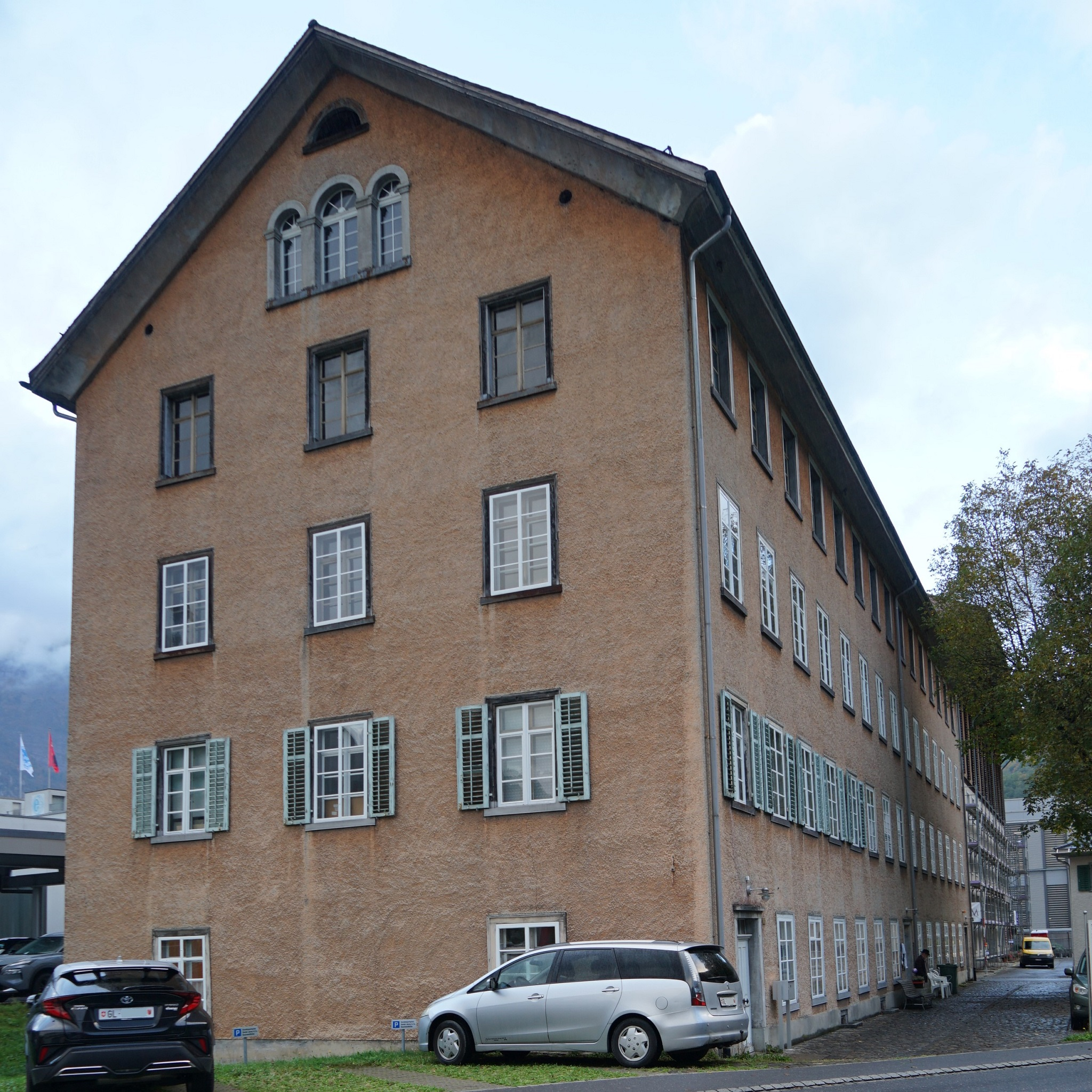
Fabrikgebäude, 2024

Im Oktober 1827 gründeten die Brüder Jakob und Balthasar Trümpy die kleine Zeugdruckerei Gebrüder Trümpy. Drei Jahre später schlossen sie sich mit dem Handelshaus Bart. Jenny & Comp. zusammen. Die Brüder leiteten weiterhin den Betrieb, der jetzt unter dem lange etablierten Namen des Handelshauses firmierte. Im Volksmund hiess die Fabrik weiterhin «Trümpyger». Das wachsende Unternehmen wurde durch die dritte Generation der Inhaber 1902 in Daniel Jenny & Co. umgewandelt. Die Spinn- und Weberei in Ennenda wurde 1975 aus wirtschaftlichen Gründen geschlossen. Die Firma besteht weiterhin in Haslen.
Im «Hänggiturm», der zur Trocknung frisch bedruckter Stoffbahnen diente, wurde 2017 das Anna Göldi Museum eröffnet. Der 32 Meter hohe Kamin vor dem Museum zeigt nach seiner Sanierung im August 2020 die Schriftzüge «ANNA» in weisser und schwarzer Farbe. Neben der musealen Nutzung dienen die erhaltenen Gebäude Gewerbe-, Büro- und Wohnzwecken.

## Beschreibung

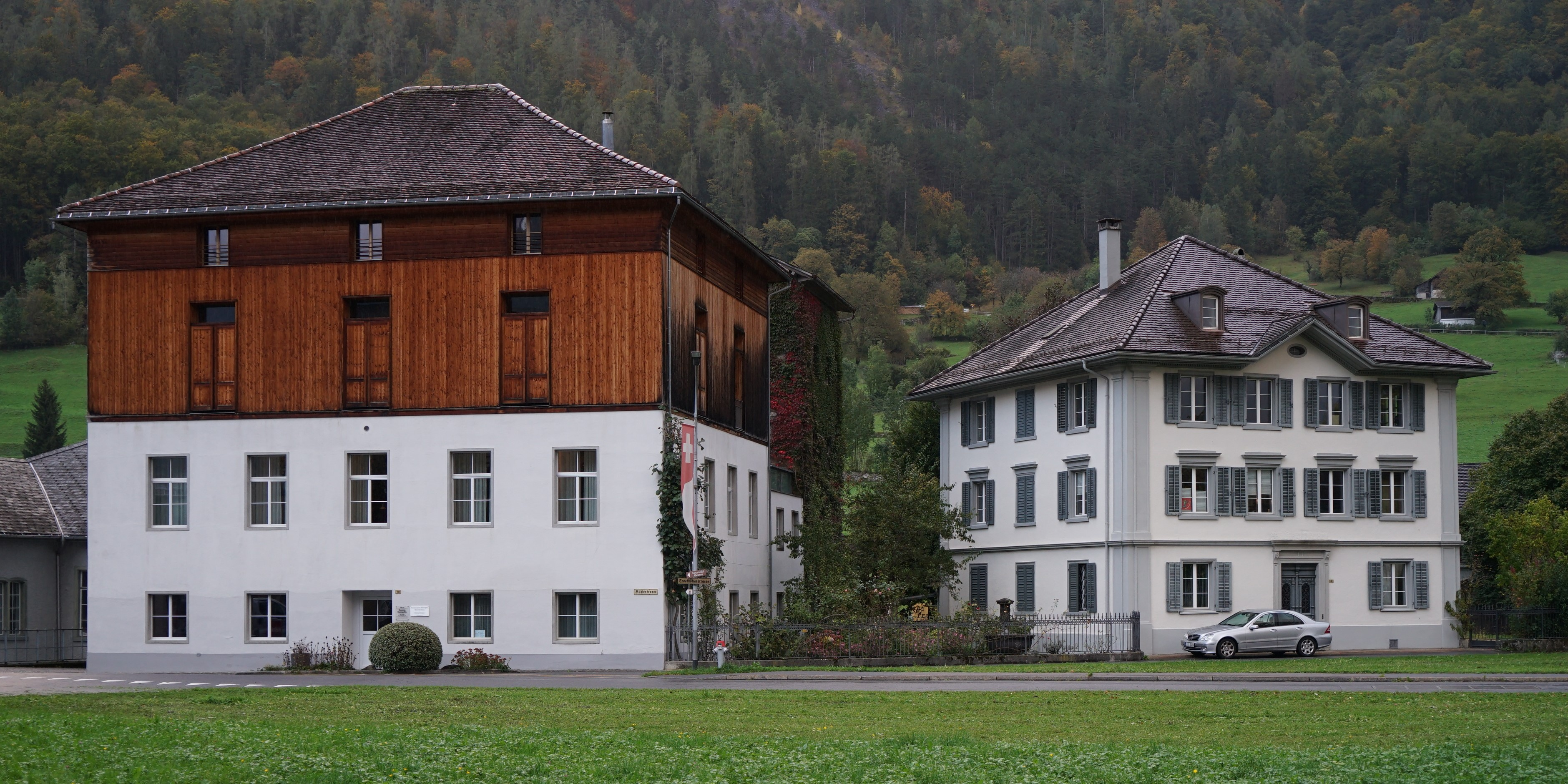
Umgenutztes Hängegebäude und Villa von 1835 (rechts), 2024

Das ehemalige Unternehmen bewahrt viel Bausubstanz aus den Jahren vor 1855. Das Fabrikensemble verdeutlicht die «fabrikdorfartigen Stoffdruckereien des 19. Jahrhunderts» mit grösseren und kleineren Gebäuden für verschiedene Zwecke. Von besonderer Bedeutung ist der in der Teppichfabrik abgebrochene und hier 1992/1993 wiederaufgebaute «Hänggiturm», der ein gleichartiges Trocknungsgebäude ersetzt, das 1907 abgebrochen wurde.
Die ehemalige Stoffdruckerei Trümpyger gilt als ein «industriekulturelles Denkmal von gesamtschweizerischer Bedeutung und von höchster Schutzwürdigkeit».
Auswahl von Einzelobjekten:
- «Hänggiturm» von 1865; die Holzkonstruktion wurde zerlegt und hier verkürzt wiederaufgebaut.
- Ein weiteres Hängegebäude diente später als Baumwolllager und wurde danach für Wohnzwecke umgenutzt.
- Der Hochkamin zeigte im November 2018 einen langen Riss, er wurde einer Renovation unterzogen und von 40 auf 32 Meter verkürzt.
- Die Fabrikantenvilla wurde 1835 für Jakob Trümpy erbaut.[2]

## Belege und Anmerkungen
1. ↑  Fabrikkomplex Jenny & Co. mit Comptoir und nachträglich versetztem Hänggiturm. Kulturgüterschutzinventar mit Objekten von nationaler Bedeutung (Bundesamt für Bevölkerungsschutz BABS), abgerufen am 24. November 2024.
2. 1 2 3 4  Trümpyger, Ennenda. In: Rolf von Arx, Jürg Davatz, August Rohr: Industriekultur im Kanton Glarus. Streifzüge durch 250 Jahre Geschichte und Architektur. Südostschweiz-Buchverlag, Zürich 2005, ISBN 978-3-905688-04-7. S. 163–170.
3. ↑  Anna-Göldi-Turm in Glarus enthüllt. Abgerufen am 9. November 2024.

Koordinaten: 47° 2′ 14,2″ N, 9° 4′ 30,4″ O; CH1903: 724370 / 210877